# Internationale Verkehrsausstellung 65
De Internationale Verkehrsausstellung 65 was de internationale verkeerstentoonstelling die in 1965 in de Duitse stad München werd gehouden. Het was de 16e gespecialiseerde tentoonstelling die door het Bureau International des Expositions werd erkend.

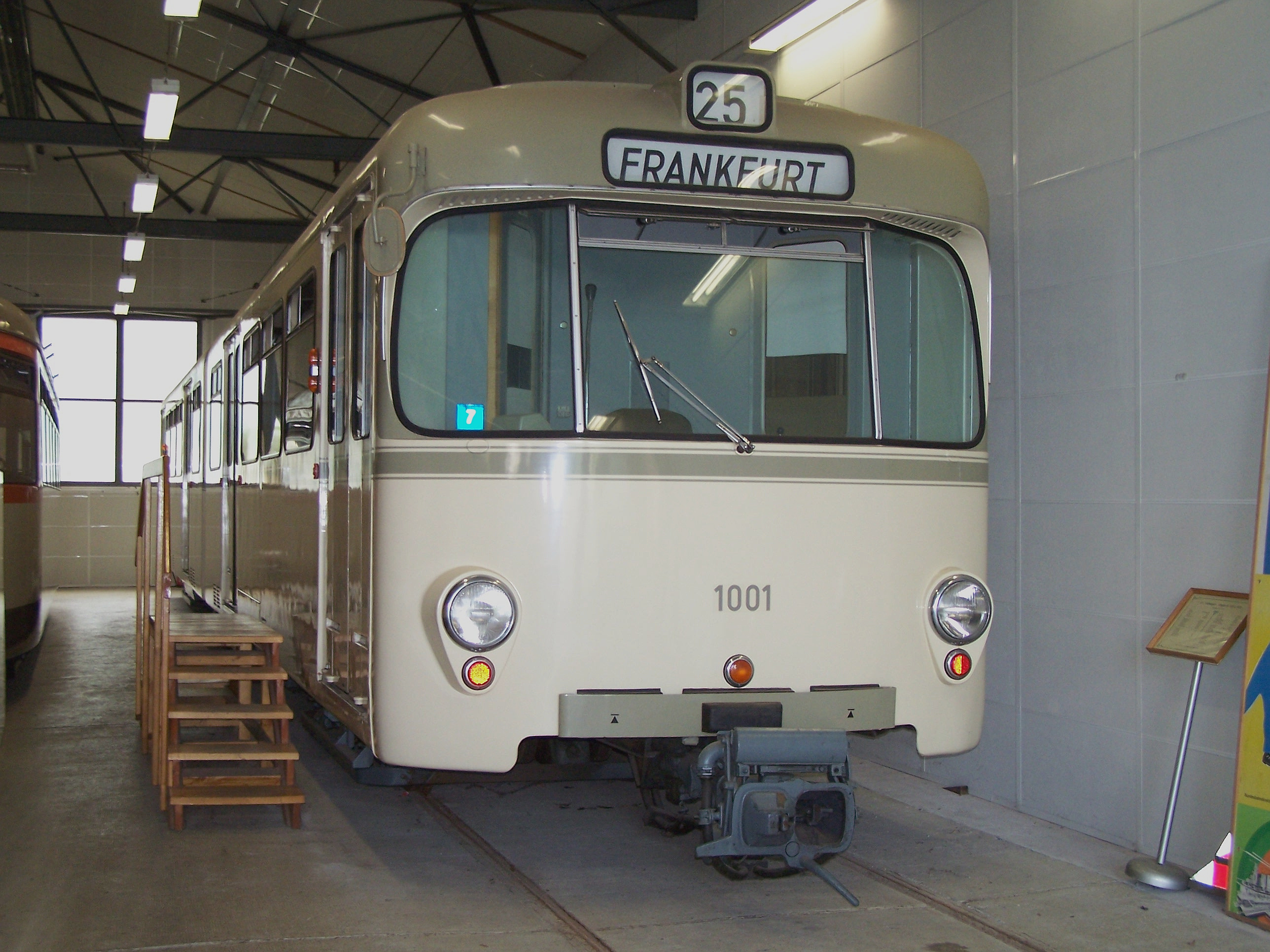
Prototype voor de Frankfurter metro

De Internationale Verkehrsausstellung (IVA) is de internationale voortzetting van de Deutsche Verkehrsausstellung die tussen 1924 en 1953 in Duitsland zijn gehouden. Het zwaartepunt lag altijd bij het railvervoer en Duitsland presenteerde dit keer het prototype van de Metro van Frankfurt am Main en hun hogesnelheidslocomotief E 03. De prototypes van de E 03 werden in 1965 tussen München en Augsburg ingezet met 200 km/u volgens dienstregeling. Naast diverse vormen van railvervoer was er ook aandacht voor luchtvaart, ruimtevaart, binnenvaart, zeescheepvaart en wegverkeer. De IVA is nog twee keer herhaald maar na de Duitse hereniging is vanaf 1996 iedere twee jaar de InnoTrans georganiseerd. Deze latere tentoonstellingen hebben allemaal een meer het karakter van een handelsbeurs en zijn dan ook niet door het BIE erkend.
| Deelnemers       | Deelnemers | Deelnemers        | Deelnemers          |
| ---------------- | ---------- | ----------------- | ------------------- |
| Argentinië       | België     | Bolivia           | Brazilië            |
| Bulgarije        | Colombia   | Congo-Brazzaville | Denemarken          |
| Duitsland        | Ethiopië   | Finland           | Frankrijk           |
| Hongarije        | India      | Italië            | Ivoorkust           |
| Japan            | Kenia      | Libanon           | Nederland           |
| Noorwegen        | Oostenrijk | Pakistan          | Portugal            |
| Roemenië         | Spanje     | Taiwan            | Verenigd Koninkrijk |
| Verenigde Staten | Zweden     | Zwitserland       |                     |